# Конрад I (герцог Лотарингии)
Конрад Рыжий (нем. Konrad der Rote; ок. 910 — 10 августа 955, река Лех) — герцог Лотарингии в 945—953 годах из Салической (франконской) династии. Сын графа Нахгау, Шпейергау и Вормсгау Вернера V и дочери короля Конрада I.

## Биография
В 941 году Конрад Рыжий унаследовал владения отца, присоединив к ним графство Ниддагау.
В 944/945 году он был приглашен королём Оттоном I и получил от него герцогство Лотарингия.
В 947 году женился на дочери Оттона I Лиутгарде. В браке у них был единственный сын Оттон I Вормсский, будущий герцог Каринтии.
В 953 году Конрад поддержал шурина (брата жены) Людольфа Швабского в восстании против Оттона I. Однако восстание завершилось поражением Конрада и потерей им Лотарингии. Герцогом Лотарингии стал брат короля, архиепископ Кёльнский Бруно I Великий.
В 954—955 годах Конрад участвовал в различных военных походах. 10 августа 955 года он принял участие, уже на стороне Оттона I, в битве на реке Лех против венгров, в которой и погиб.
Тело Конрада было перевезено в Вормс, где и было погребено его сыном Оттоном в соборе.